# Прапор Долинської

Прапор міста Долинська затверджений 28 березня 2007 року рішенням № 238 10-ї сесії Долинської міської ради V скликання. Розроблений Кіровоградським обласним відділенням Українського Геральдичного Товариства.

## Опис прапора
Квадратне полотнище розділено на два поля — блакитне вгорі та жовте внизу.
Угорі древкової частини блакитного поля зображені три золоті стріли, складені в трикутник і направлені вістрями за рухом годинникової стрілки.
У верхній частині жовтого поля зображені дві сині горизонтальні смуги.
Ширина блакитного поля дорівнює 2/3, жовтого поля — 1/3, синіх смуг та їх проміжку — 1/30 сторони полотнища, емблема зі стріл займає чверть свого поля.
Зворот прапора ідентичний.
Стріли, складені в трикутник, прив'язують історію міста Долинської до відомого козацького роду Долинських - на їх землях була побудована залізнична станція, яка дала початок населеному пункту, що згодом став районним центром. В гербі однієї з гілок роду Долинських були три перехрещені у зірку стріли. Покладені у трикутник стріли нагадують в плані перехрестя залізничних доріг в місті Долинська, а також утворюють маюскул (велику літеру) Д, що є заголовковою у назві міста. Така композиція фігур робить емблему прапора наочною і промовистою. Стріли у християнстві символізують духовну зброю, служіння Богові.
Стріла у новітні часи виконує роль означення швидкохідних транспортних засобів, зокрема залізничного. У вигляді стріл часто зображаються промені сонця, складені ж з поверненням в одному круговому напрямку, вони утворюють своєрідний солярний (сонячний) знак — символ творчої енергії та життя на землі.
Темно-сині смуги на жовтому тлі символізують залізницю в українському степу, яка стала причиною виникнення міста Долинська.

## Джерело
- Сайт міста Долинська